# Скит в честь Киево-Печерской иконы Божией Матери
Скит в честь Киево-Печерской иконы Божией Матери — мужской скит Киево-Печерской лавры в Голосеевском районе в Киеве, Украина. Открытие скита наместником лавры митрополитом  Вышгородским и Чернобыльским Павлом состоялось 7 апреля 2015 года, в праздник Благовещения Пресвятой Богородицы.
Престольный праздник — в память принесения Киево-Печерской иконы Успения Божией Матери из Константинополя 3/16 мая, в день Успения Пресвятой Богородицы 15/28 августа.
Наместник — скитоначальник архимандрит Пимен.
Расположен в Киев на Ягодной улице, 67.

## История
Идея устроения скита возникла в начале 1990-х годов. В середине 2009 года по решению Киевской городской администрации на улице Ягодной был выделен кусок земли для лавры под обустройство кладбища для упокоения насельников. Закладку скитского храма совершили 26 сентября 2011 года при участии наместника лавры митрополита Павла.
Скит Киево-Печерской лавры в Голосееве состоит из двух частей — кладбища для братии и храма с корпусами для монашествующих. Одновременно в них могут жить около 50 человек. По завершении обустройства странноприимного дома скит сможет принимать паломников.
На кладбище похоронены многие лаврские обитатели. В 2007 году тут похоронили архиепископа Макариевского Илария. 
19 февраля 2017 года состоялось освящение главного храма скита предстоятелем Украинской православной церкви митрополитом Онуфрием и наместником лавры Павлом.

## Архитектура
На территории расположен главный храм скита в честь иконы Божией Матери «Печерская с предстоящими Антонием и Феодосием».
Проект скита разработан архитектором Артёмом Прощенко и Молож О. Е.. При работе над образом комплекса была задача создать образ храмового комплекса, как продолжение узнаваемого архитектурного ансамбля Лавры, которые соответствует существующему стилю.
Проект включал проектирование и строительство колокольни, дома для священников и главного храма скита в честь иконы Божьей Матери «Печерская с Антонием и Феодосием, которые стоят перед ней», дизайн и отделочные работы внутри церкви.